# Porcellidium rubrum
Porcellidium rubrum is een eenoogkreeftjessoort uit de familie van de Porcellidiidae. De wetenschappelijke naam van de soort is voor het eerst geldig gepubliceerd in 1966 door Pallares.